# Рио (Флорида)
Рио (англ. Rio) — статистически обособленная местность, расположенная в округе Мартин (штат Флорида, США) с населением в 1028 человек по статистическим данным переписи 2000 года.

## География
По данным Бюро переписи населения США статистически обособленная местность Рио имеет общую площадь в 2,33 квадратных километров, из которых 1,04 кв. километров занимает земля и 1,29 кв. километров — вода. Площадь водных ресурсов округа составляет 55,36 % от всей его площади.
Статистически обособленная местность Рио расположена на высоте 1 м над уровнем моря.

## Демография
По данным переписи населения 2000 года в Рио проживало 1028 человек, 283 семьи, насчитывалось 495 домашних хозяйств и 622 жилых дома. Средняя плотность населения составляла около 441,2 человек на один квадратный километр. Расовый состав населённого пункта распределился следующим образом: 97,96 % белых, 0,49 % — чёрных или афроамериканцев, 0,10 % — коренных американцев, 0,39 % — азиатов, 0,10 % — выходцев с тихоокеанских островов, 0,68 % — представителей смешанных рас, 0,29 % — других народностей. Испаноговорящие составили 1,75 % от всех жителей статистически обособленной местности.
Из 495 домашних хозяйств в 18,4 % воспитывали детей в возрасте до 18 лет, 44,4 % представляли собой совместно проживающие супружеские пары, в 7,9 % семей женщины проживали без мужей, 42,8 % не имели семей. 34,5 % от общего числа семей на момент переписи жили самостоятельно, при этом 12,1 % составили одинокие пожилые люди в возрасте 65 лет и старше. Средний размер домашнего хозяйства составил 2,08 человек, а средний размер семьи — 2,65 человек.
Население статистически обособленной местности по возрастному диапазону по данным переписи 2000 года распределилось следующим образом: 16,5 % — жители младше 18 лет, 5,6 % — между 18 и 24 годами, 22,6 % — от 25 до 44 лет, 32,3 % — от 45 до 64 лет и 23,0 % — в возрасте 65 лет и старше. Средний возраст жителей составил 48 лет. На каждые 100 женщин в Рио приходилось 99,6 мужчин, при этом на каждые сто женщин 18 лет и старше приходилось 101,4 мужчин также старше 18 лет.
Средний доход на одно домашнее хозяйство статистически обособленной местности составил 45 089 долларов США, а средний доход на одну семью — 56 125 долларов. При этом мужчины имели средний доход в 45 337 долларов США в год против 31 311 долларов среднегодового дохода у женщин. Доход на душу населения статистически обособленной местности составил 45 089 долларов в год. 7,6 % от всего числа семей в населённом пункте и 11,9 % от всей численности населения находилось на момент переписи населения за чертой бедности, при этом 17,2 % из них были моложе 18 лет и 10,7 % — в возрасте 65 лет и старше.